# 涅皮茲納尼奇
50°45′26″N 27°55′53″E / 50.75722°N 27.93139°E
涅皮茲納尼奇（烏克蘭語：Непізнаничі），是烏克蘭北部的村莊，隸屬日托米爾州的茲維亞赫爾區。該村面積1.14平方公里，海拔高度206米，2001年人口244，人口密度每平方公里214.79人。